# السنامي
السنامي فقيه ولد في حدود منتصف القرن السابع الهجري، وتوفي خلال الربع الأول من القرن الثامن الهجري، وقد ولد وعاش بالهند. وهو عمر بن محمد بن عوض، ضياء الدين، السنامي الحنفي.
ترسخ في التقوى والديانة والاحتساب، وأنكر على أهل البدع والأهواء. أخذ العلم عن كمال الدين السنامي. 

## قيل فيه
- القاضي ضياء الدين البرني: إن للسنامي اليد البيضاء في تفسير القرآن الكريم وكشف حقائقه.

## تصانيفه
- « نصاب الاحتساب ».